# Charlie Chan a Chinatown
Charlie Chan a Chinatown (Shadows Over Chinatown) è un film del 1946 diretto da Terry O. Morse e basato sul personaggio di Charlie Chan, ispettore cinese della polizia di Honolulu, interpretato dall'attore Sidney Toler.

## Trama
Charlie Chan e suo figlio numero due, Jimmy, insieme all'autista Birmingham Brown, si trovano su un autobus diretto a sud a San Francisco durante una notte piovosa per indagare su un caso di omicidio relativo ad un non identificato torso senza braccia, senza gambe e senza testa. Durante il viaggio l'autobus incorre in un problema meccanico ed i viaggiatori sono costretti a scendere ed attendere nella sala d'attesa della stazione dei bus. Improvvisamente, una mano armata misteriosa, attraverso una finestra aperta, spara a Chan. Il detective cade a terra, apparentemente gravemente ferito, ma quando Jimmy cerca di soccorrerlo, Chan si riprende: è stato fortunosamente salvato da un orologio da tasca, dono di compleanno proprio del figlio numero due.
Nel frattempo alcuni passeggeri scoprono di essere stati derubati. Nella sala d'attesa arriva anche un marine in congedo di nome Jack Tillford, che viene inizialmente sospettato di essere la persona che ha sparato a Chan. Prima di tornare sul bus, il detective parla in privato con un altro passeggero, Cosgrove, e gli suggerisce di restituire gli oggetti che ha rubato; in cambio lui promette di non rivelare nulla sul furto. Il borseggiatore, ammette le sue colpe, e promette di restituire il favore in futuro.
Una volta tornati sull'autobus, Chan approfondisce la conoscenza della signora Conover che si trova in viaggio per San Francisco in cerca di sua nipote scomparsa, Mary. L'investigatore promette alla donna di fare tutto il possibile per aiutarla.
Così appena giunti a San Francisco, Chan, Jimmy e Birmingham si recano immediatamente l'ufficio delle persone scomparse, dove incontrano il capitano Allen  e gli svelano di essere impegnati su due piste: la prima, per conto di una compagnia di assicurazioni, è scoprire l'identità del torso; la seconda è indagare sulla scomparsa della giovane Mary Conover. Chan rivela di sospettare che il torso appartenga ad una ex showgirl di nome Grace Gortner, il cui ricco marito, Homer B. Pendleton, è stato rinvenuto morto dopo aver stipulato una rilevante polizza assicurativa. Mentre si trova nell'ufficio di Allen, Chan nota una fotografia di un marine, il caporale Joe Thompson, e si rende conto che si tratta della stessa persona che si è presentata come caporale Tillford alla stazione degli autobus.
Chan ritorna in albergo dove la signora Conover è ospite della sua amica, Kate Johnston. Dopo averla rassicurata sul fatto che il corpo, che ha una cicatrice da appendicectomia, non può essere quello di sua nipote Mary, pranza con Jimmy nel ristorante dell'hotel. Al momento di ordinare, Chan riconosce nella loro cameriera proprio la scomparsa Mary Conover con i capelli tinti di biondo. Immediatamente va a chiamare la vecchia Conover per darle la lieta notizia, ma nel frattempo Mary viene anche riconosciuta dal suo ex datore di lavoro, Mike Rogan. Così Mary fugge dal ristorante. Rogan la segue, così come Jimmy e Birmingham. Charlie Chan stesso raggiunge i suoi due aiutanti nell'appartamento di Mary, e qui incontrano il detective privato Jeff Hay, che informa Chan di trovarsi in quel luogo per aver a sua volta seguito l'autista dell'autobus, che in realtà è Mike Rogan. All'interno dell'appartamento, scoprono il corpo di Kate, e Chan sospetta che il suo assassino l'abbia scambiata per Mary Conover.
Chan torna all'ufficio delle persone scomparse e scopre che, prima del suo matrimonio con Pendleton, Grace Gortner era stata innamorata di un uomo chiamato Craig Winfield. Thompson, viene fermato dalla polizia, e rivela di essere innamorato di Mary, e di essersi recato a nord, temendo che il corpo rinvenuto fosse proprio il suo. Aggiunge poi che Mary aveva lavorato in un'agenzia per accompagnatrici e che aveva paura del suo datore di lavoro, Rogan.
Quando Chan torna nel suo hotel, il detective Hay lo sta aspettando con la rivelazione di aver scovato Rogan a Chinatown. Giunti sul posto, scoprono che Rogan è morto. Mary viene rintracciata e spiega che Rogan aveva scoperto che il padre di Thompson era ricco e le aveva suggerito di sposare John, stipulare una grossa polizza assicurativa e eliminarlo, diventando così una ricca vedova. Poi Mary incontra la nonna. Chan chiede a Mary di aiutarlo a creare una trappola per catturare il misterioso Craig Winfield, proprietario dell'agenzia escort. All'agenzia, Mary si imbatte in Hay, che dice di accompagnarla all'ufficio di polizia.
Nel frattempo, grazie ad una fotografia giunta alla polizia, si intuisce che Hay e Winfield sono la stessa persona. Comprendendo che Mary è in grave pericolo, Chan si reca a Chinatown e con l'aiuto di Cosgrove, che in precedenza aveva urtato Hay, rimuovendo i proiettili dalla sua pistola, cattura il malvivente. Chan spiega poi come sia stato Hay a uccidere Kate Johnson, dopo averla scambiata per Mary. Egli eliminò anche Rogan, al fine di incolparlo per le altre morti, incluso il l'assassinio irrisolto della donna tagliata a pezzi.

## Produzione
Il film venne girato nel maggio 1946 nella città di San Francisco. Distribuito nelle sale il 27 giugno 1946.